# Зарате (Техас)
Зарате (англ. Zarate) — переписна місцевість (CDP) в США, в окрузі Старр штату Техас. Населення — 79 осіб (2020).

## Географія
Зарате розташований за координатами 26°19′12″ пн. ш. 98°38′13″ зх. д. / 26.32000° пн. ш. 98.63694° зх. д. (26.319936, -98.636931).  За даними Бюро перепису населення США в 2010 році переписна місцевість мала площу 0,05 км², уся площа — суходіл.

## Демографія
Згідно з переписом 2010 року, у переписній місцевості мешкало 59 осіб у 18 домогосподарствах у складі 12 родин. Густота населення становила 1211 осіб/км².  Було 19 помешкань (390/км²).
Расовий склад населення:
| - 100,0 % — білих |

До двох чи більше рас належало 0,0 %. Частка іспаномовних становила 100,0 % від усіх жителів.
За віковим діапазоном населення розподілялося таким чином: 32,2 % — особи молодші 18 років, 61,0 % — особи у віці 18—64 років, 6,8 % — особи у віці 65 років та старші. Медіана віку мешканця становила 24,8 року. На 100 осіб жіночої статі у переписній місцевості припадало 110,7 чоловіків;  на 100 жінок у віці від 18 років та старших — 100,0 чоловіків також старших 18 років.
Цивільне працевлаштоване населення становило 26 осіб. Основні галузі зайнятості: роздрібна торгівля — 100,0 %.